# هقعه
مَیسان یا هَقعه (عربی) یا لاندا شکارچی یک ستاره است که در صورت فلکی شکارچی قرار دارد.
موقعیت میسان در صورت فلکی، تقریبا در محل سر شکارچی می باشد.
نام هقعه عربی و به معنای لکه سفید (پیش سینه اسب) است.:

## در ادبیات فارسی
اشاره‌ها به هقعه در ادبیات فارسی:
از منوچهری:
| ز هقعهٔ چو نیم خانهٔ کمان |  | بنات نعش از اول بنای او. |

منوچهری:
| چون سه سنگ دیگ‌پایه هقعه بر جوزا کنار |  | چون شرار دیگ‌پایه پیش او خیل پرن. |

نظامی:
| هقعه چو کَواعِب قصب‌پوش |  | با هنعه نشسته گوش درگوش. |